# Zvonovice
Zvonovice (německy Swonowitz) jsou vesnice, část obce Rostěnice-Zvonovice v okrese Vyškov. Leží 7 km jižně od Vyškova, v nadmořské výšce 260 m n. m.

## Historie
Zvonovice náležely pravděpodobně na konci 13. století pánům z Obřan. První písemná zmínka o vsi pochází z roku 1355. Vesnice byla původně kolonizovány Němci a součástí německého jazykového ostrůvku na Vyškovsku zůstala až do roku 1945.

## Obyvatelstvo

### Struktura
Vývoj počtu obyvatel za celou obec i za jeho jednotlivé části uvádí tabulka níže, ve které se zobrazuje i příslušnost jednotlivých částí k obci či následné odtržení.
| Místní části   | Místní části   | 1869 | 1880 | 1890 | 1900 | 1910 | 1921 | 1930 | 1950 | 1961 | 1970 | 1980 | 1991 | 2001 | 2011 |
| -------------- | -------------- | ---- | ---- | ---- | ---- | ---- | ---- | ---- | ---- | ---- | ---- | ---- | ---- | ---- | ---- |
| Počet obyvatel | část Zvonovice | 265  | 262  | 248  | 269  | 304  | 275  | 278  | 251  | 209  | 182  | 168  | 140  | 136  | 175  |
| Počet domů     | část Zvonovice | 51   | 53   | 54   | 58   | 60   | 61   | 69   | 64   | 0    | 56   | 50   | 57   | 60   | 62   |

## Pamětihodnosti
Zvonovice jsou vesnickou památkovou zónou.
- Kaple svatého Bartoloměje
- Venkovský dům čp. 1
- Venkovský dům čp. 15
- Venkovský dům čp. 23
- Venkovský dům čp. 44
- Venkovská usedlost čp. 17
- Venkovská usedlost čp. 26
- Venkovská usedlost čp. 27

## Galerie

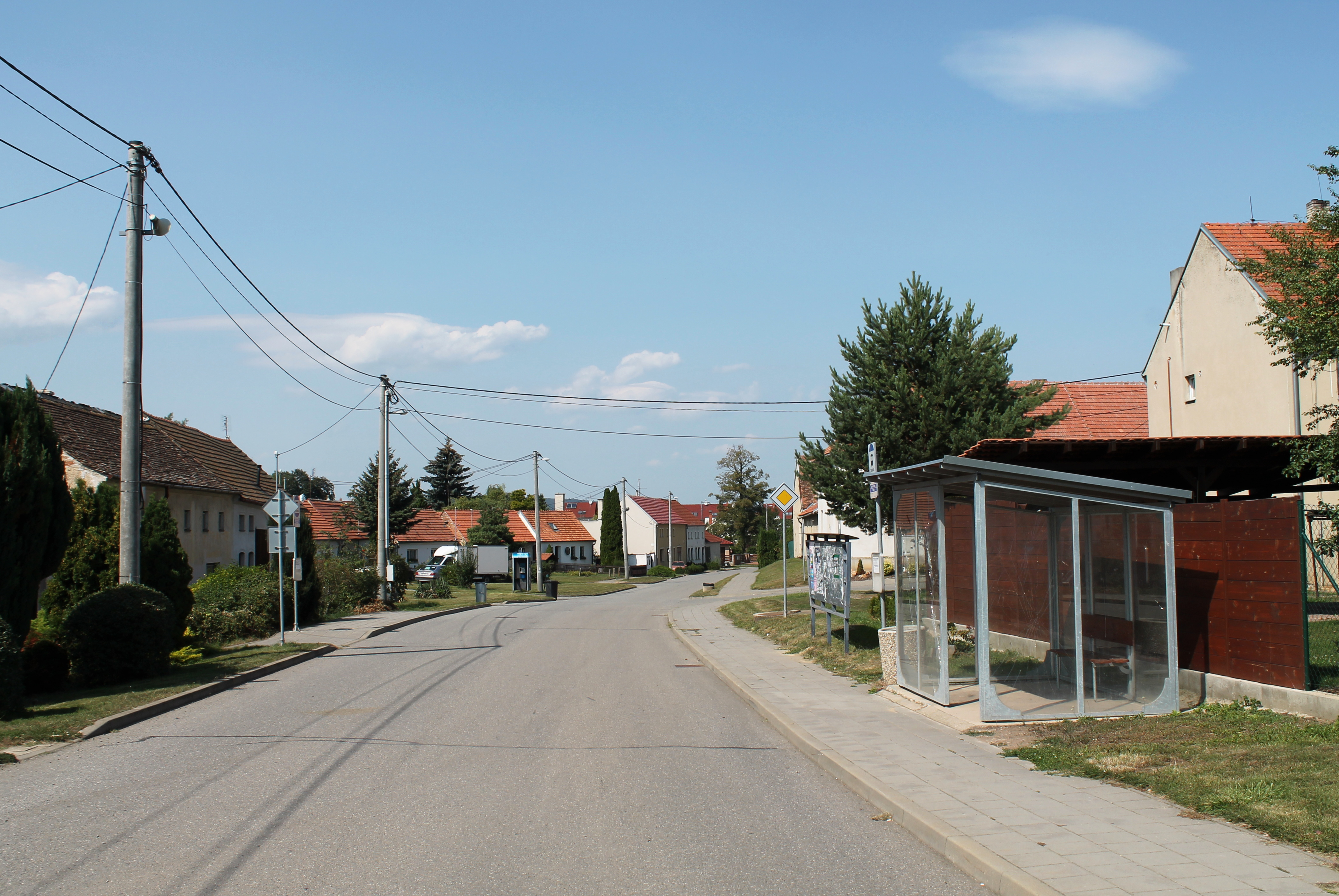
Západní část vsi
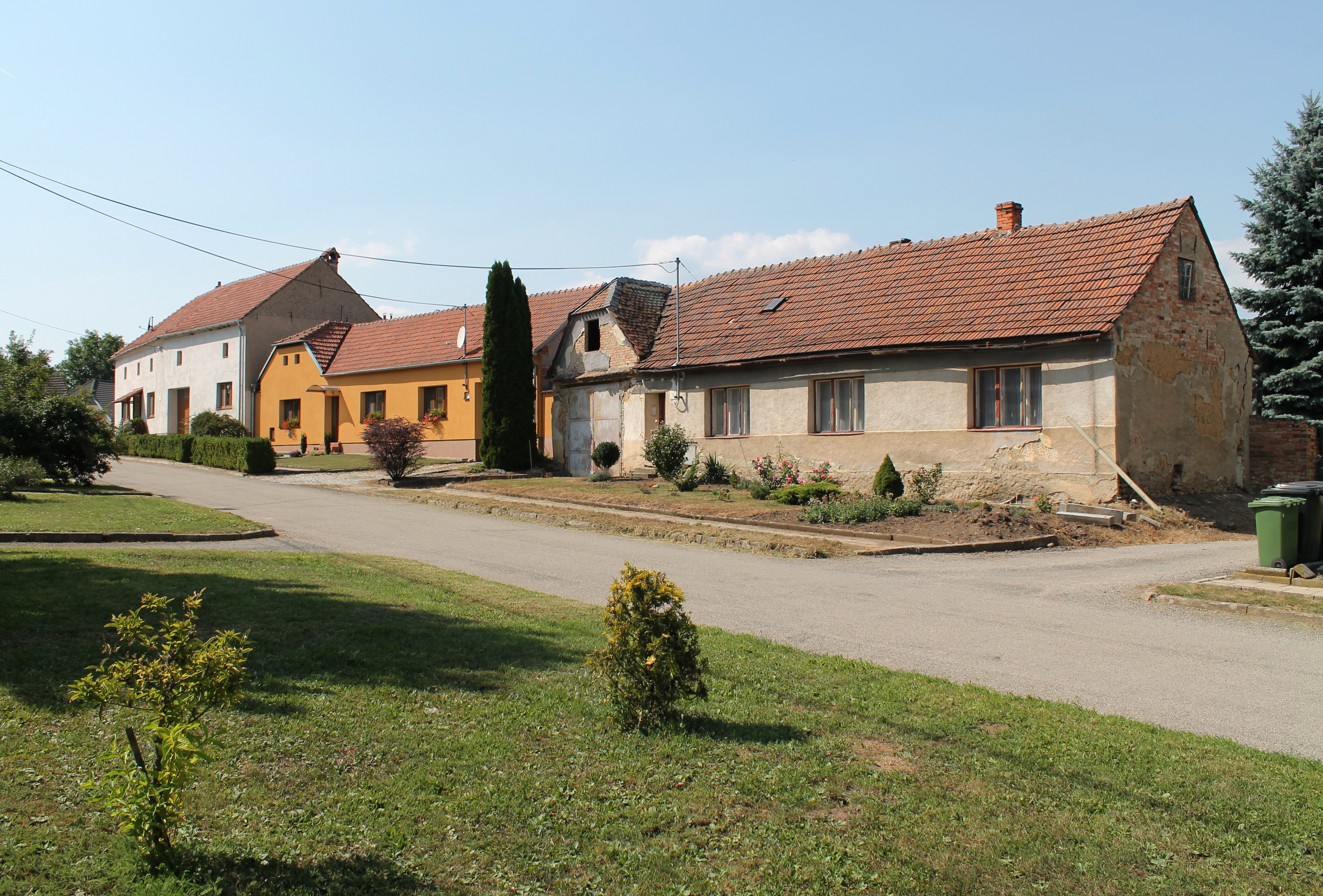
Západní část návsi
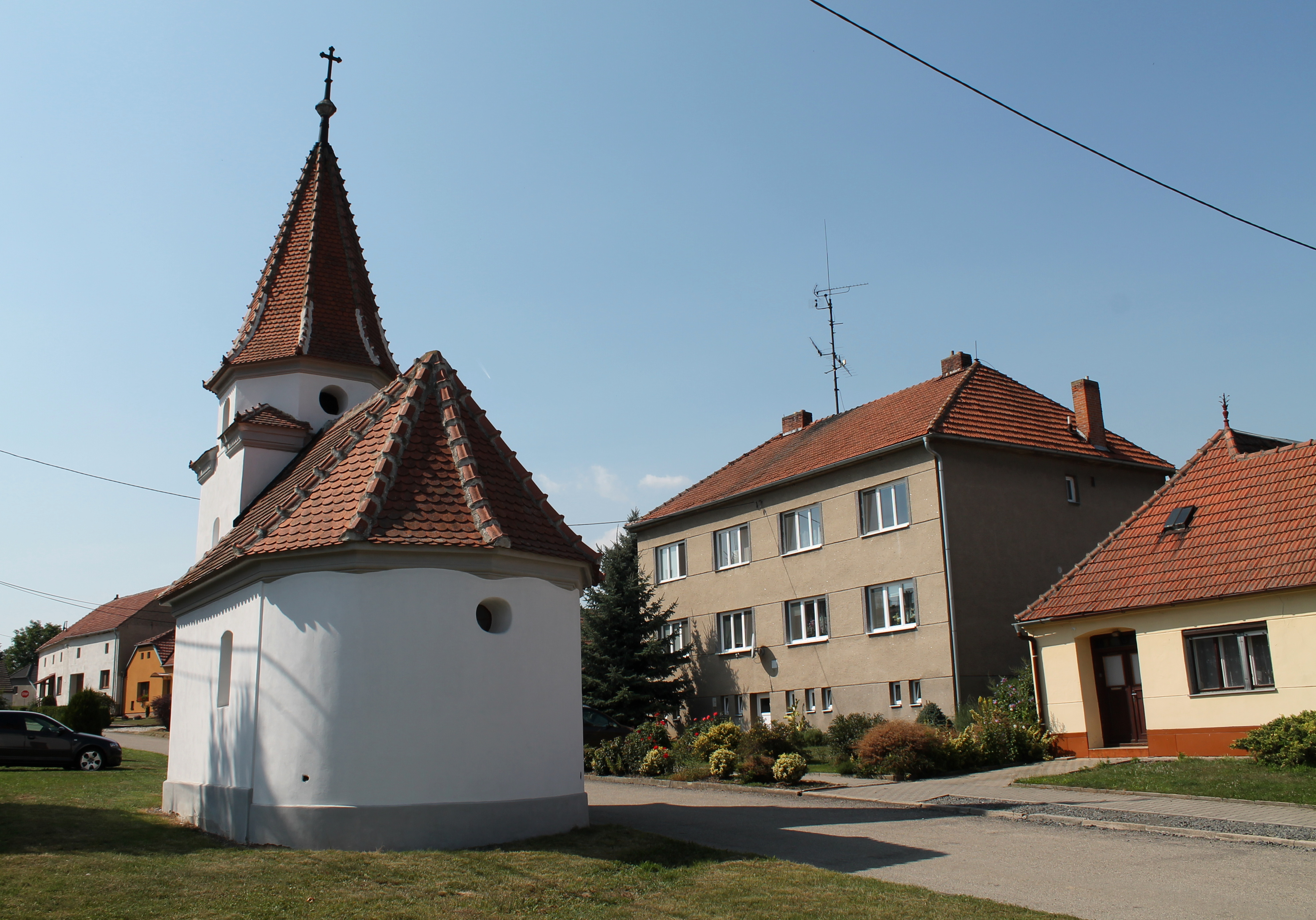
Náves s kaplí svatého Bartoloměje
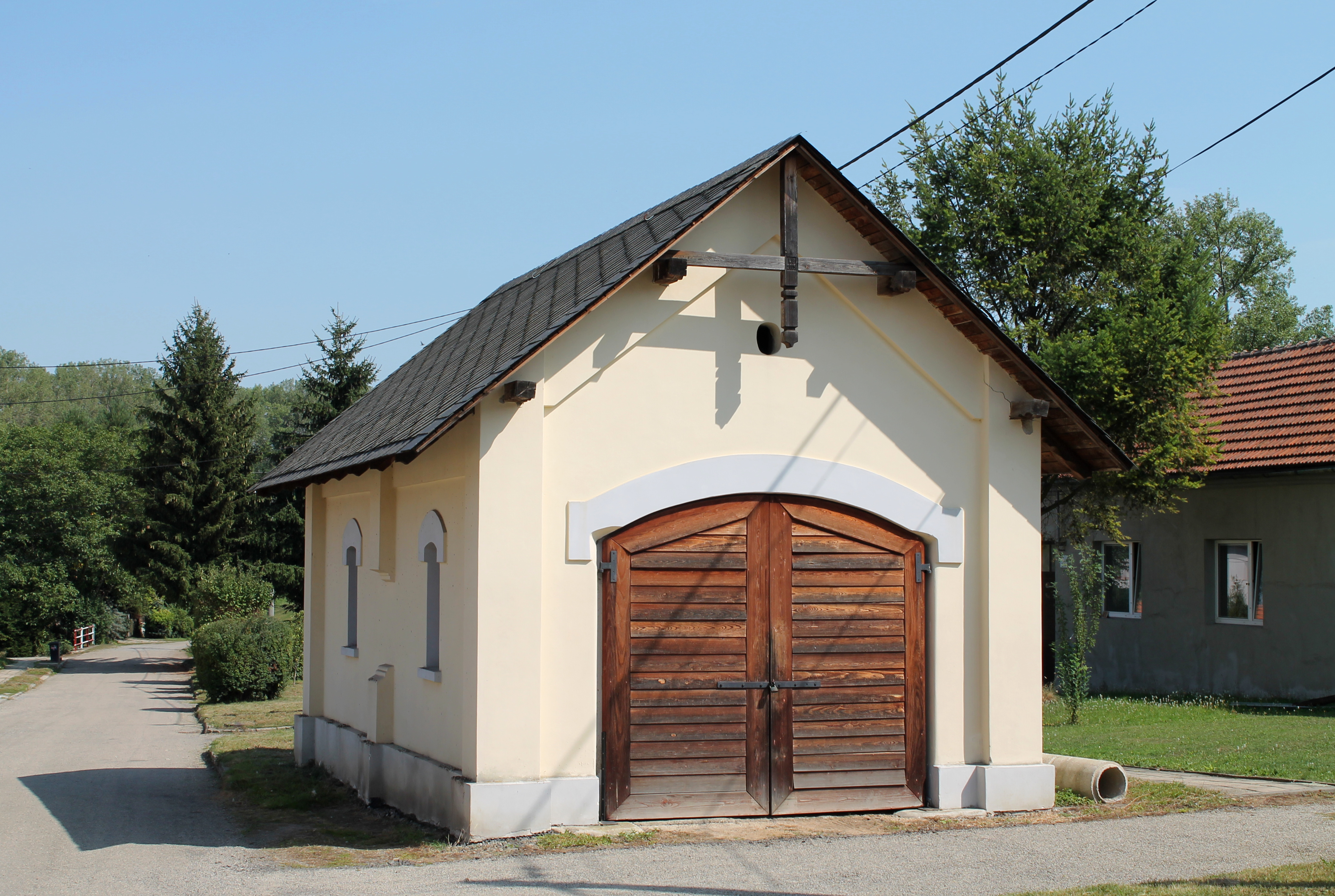
Bývalá hasičská zbrojnice
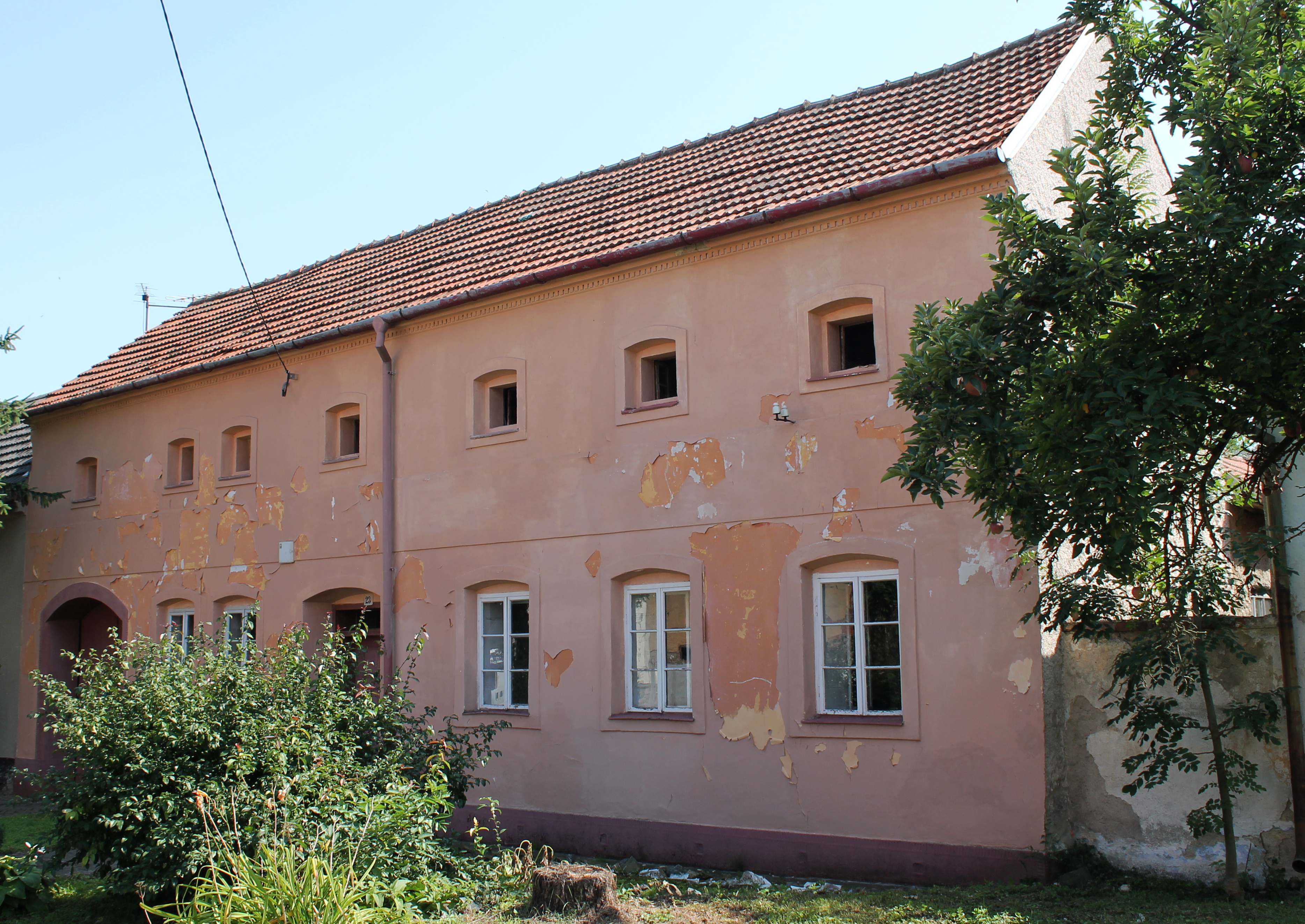
Dům čp. 23
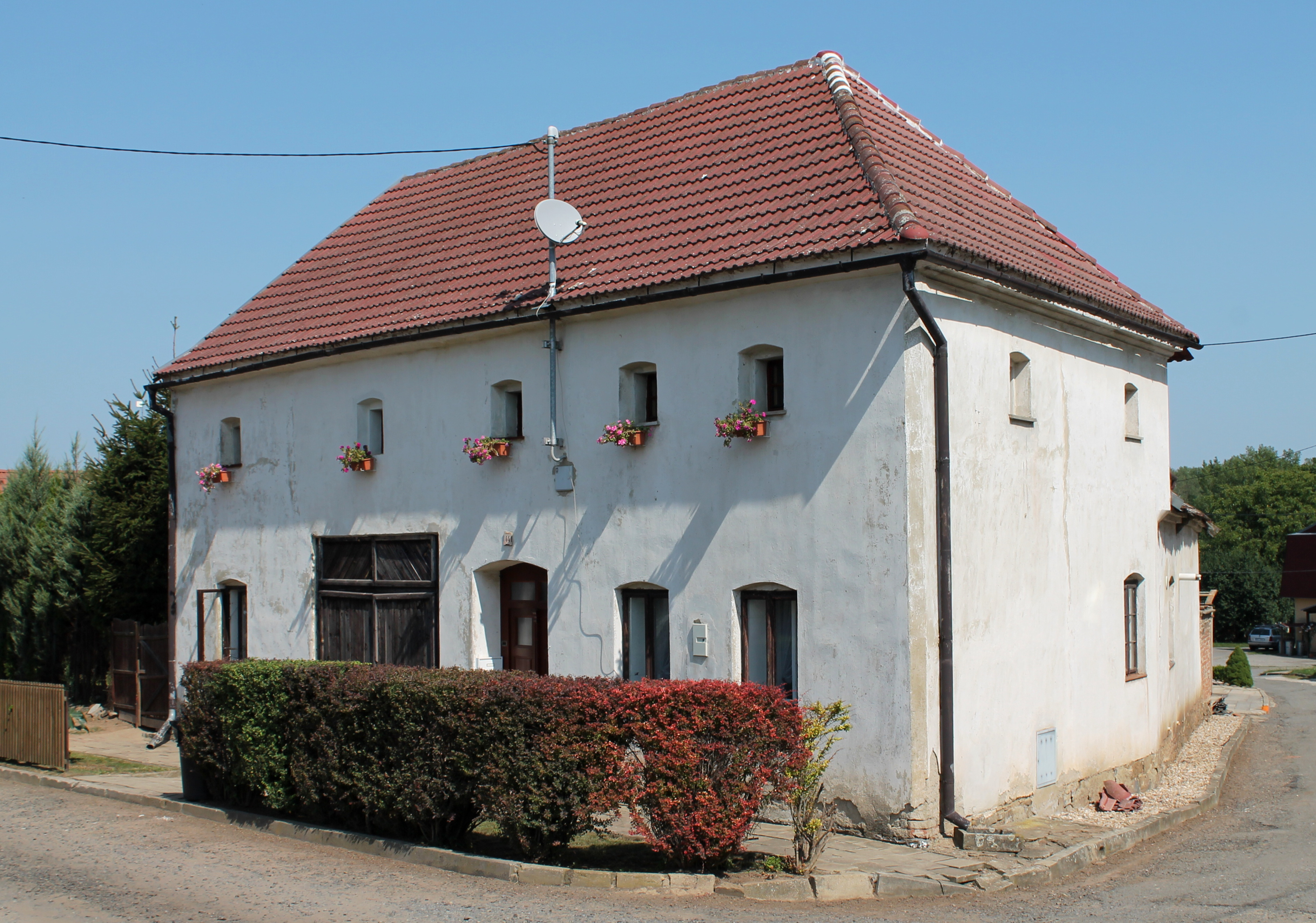
Dům čp. 44
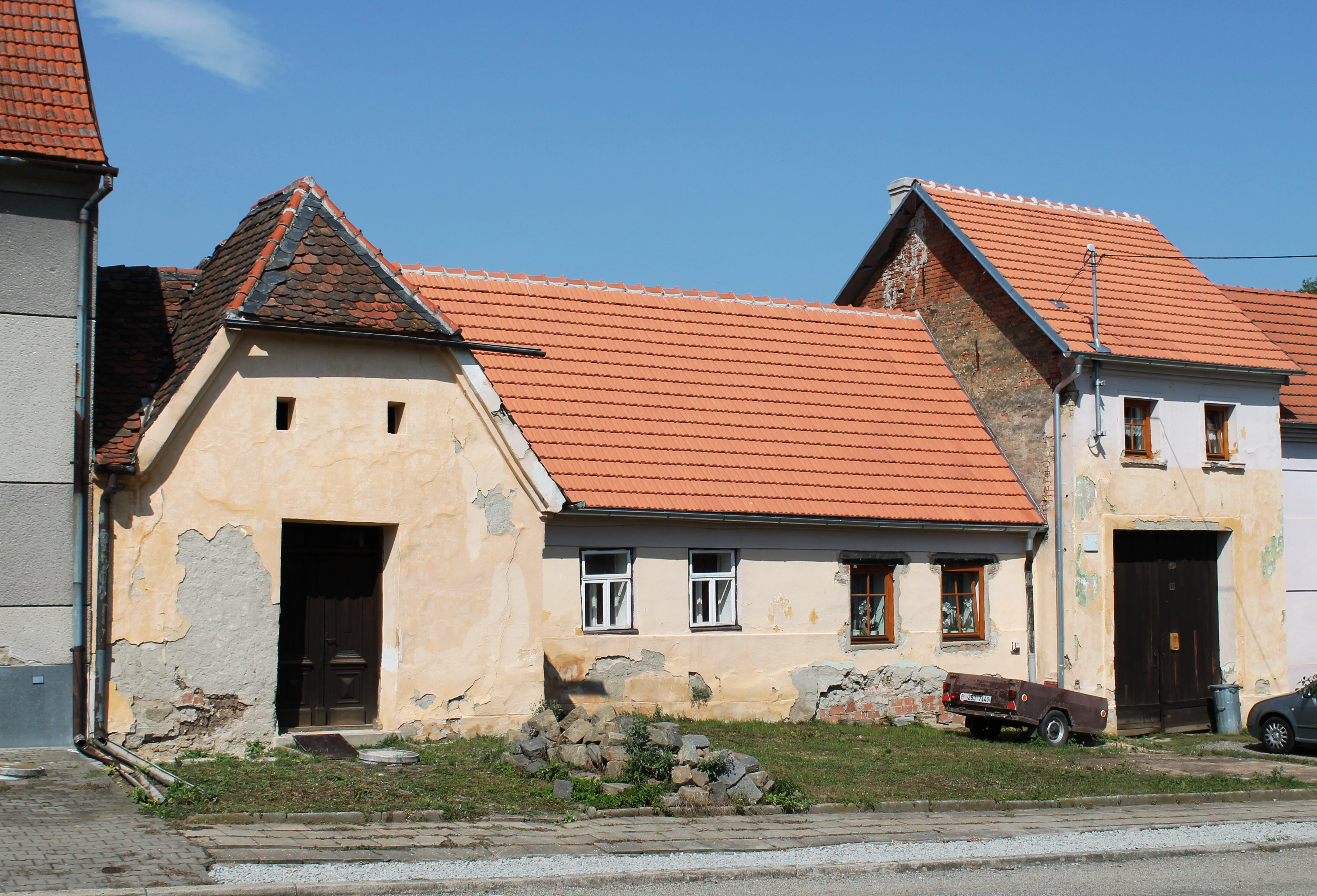
Usedlost čp. 17
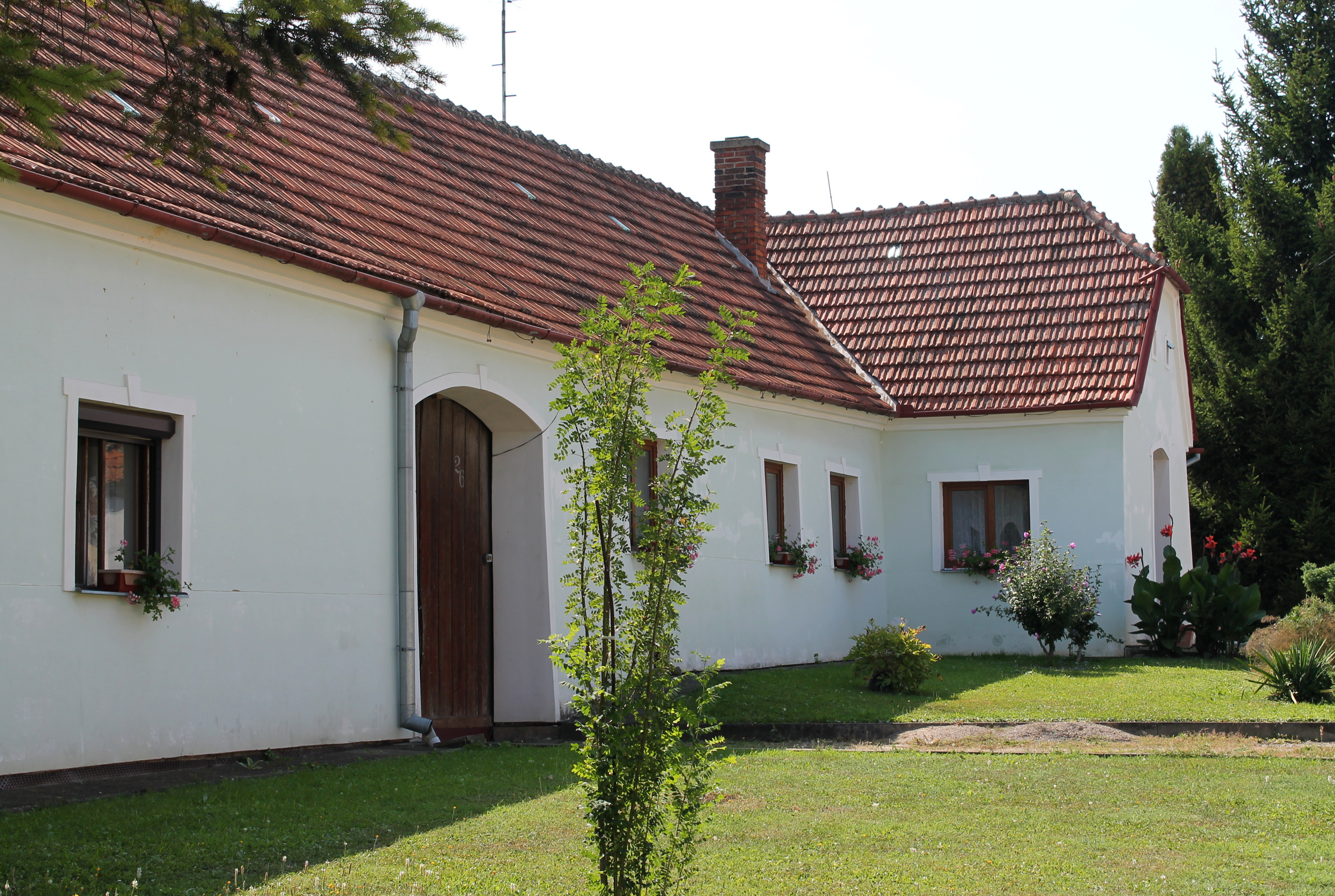
Usedlost čp. 26